# Arvingen til Skjoldborg
Arvingen til Skjoldborg er en dansk stumfilm fra 1914 instrueret af Alfred Cohn efter manuskript af Erling Stensgaard, Ljut Stensgaard.